# Chua-i-tchu a Jü-ťi-tchu

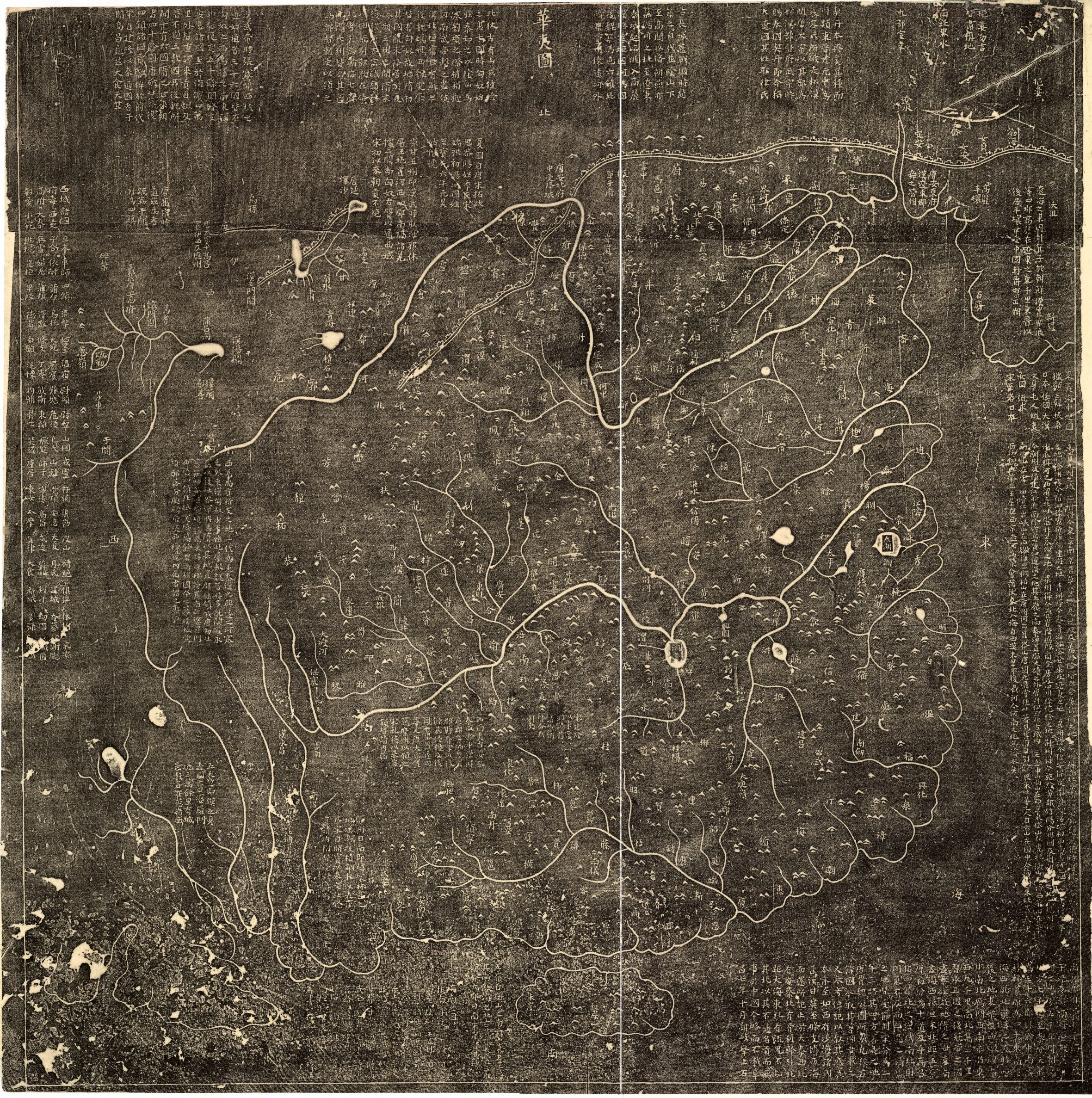
Otisk mapy Chua-i-tchu, asi 1933

Chua-i-tchu (čínsky znaky 華夷圖; česky „mapa Číny a barbarského světa“) a Jü-ťi-tchu (禹跡圖; „mapa šlépějí Jüových“) jsou mapy neznámého autora či autorů, pravděpodobně z 11. století. Dochovaly se na  stéle, na kterou byly, každá z jedné strany, vytesány za říše Sung v roce 1137. Tato stéla se nachází v Si-anu ve sbírce tamního muzea Les stél (Pej-lin).

## Chua-i-tchu
Mapa Chua-i-tchu má rozměry 79 × 78 centimetrů a kromě Číny zobrazuje také Koreu a severovýchod Indie. Mapa má severní orientaci, na severu je zobrazena Velká čínská zeď a na jihu ostrov Chaj-nan. Na mapě jsou vyznačeny hory, řeky, jezera a přes čtyři sta čínských zeměpisných jmen. Je doprovázena bloky textu, jejíž většina se věnuje Japonsku a Koreji a uvádí vztahy s dalšími sousedními státy. Poslední letopočet zmiňovaný v textu je 1043, nedlouho poté mohla být mapa vytvořena. Jde o nejstarší dochovanou mapu zobrazující námořní spojení mezi Čínou a dalšími státy. Z roku 1142 pochází vytesaná varianta mapy bez textu.

## Jü-ťi-tchu

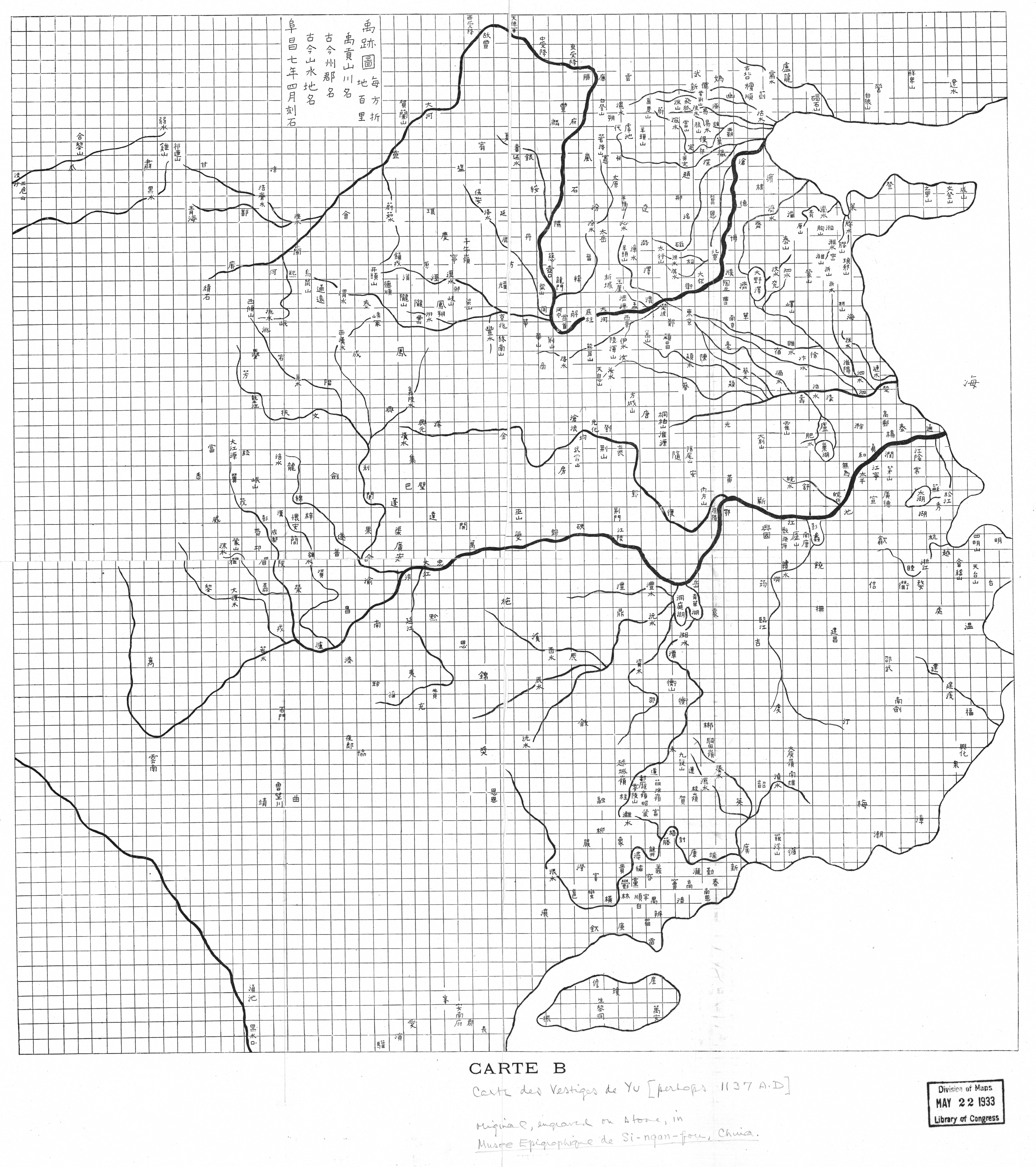
Kresba Jü-ťi-tchu Édouarda Cavannese, 1903

Na druhé straně stély byla o několik měsíců později vytesána tematická mapa Jü-ťi-tchu odlišné tradice neznámého autora či kolektivu autorů se souřadnicovou sítí (nejstarší dochovaná čínská mapa tohoto typu) se čtverci, které odpovídají stranou vzdálenosti 100 li (přibližně 50 km), její měřítko je tedy zhruba 1 : 1 500 000. Mapa nemá doprovodný text. Jména administrativních jednotek jsou současná, některá starší z říše Tchang a místní jména řek a hor vychází z kapitoly Jü kung o Jüovi Velkém v Knize dokumentů. Na základě změn toku Žluté řeky a změn některých jmen provedených v tomto období může pocházet z 80.–90. let 11. století. Její přesnost, především zobrazených povodí, dalece překonávala schopnosti soudobých kartografů mimo Čínu, srovnatelná mapa byla v Evropě vytvořena teprve v polovině 16. století.
Obě mapy patrně vychází ze starší nedochované mapy Chaj-nej chua-i-tchu kartografa Ťia Tana, která byla předána císaři říše Tchang Te-cungovi v roce 801. Na obou mapách chybí Tchaj-wan.